# Conspiración de la Escalera
Conspiración de la escalera, va ser un esdeveniment ocorregut el 1844 a la Cuba espanyola, particularment a l'àrea de Matanzas. Fruit de la convulsió social que vivia l'illa pel tràfic i esclavització de negres, la Capitania va destapar una «suposada» conspiració dels esclaus per aixecar-se contra els seus amos. La resolució del recent designat Capità General Leopoldo O'Donnell va ser implacable: 3.066 persones van ser encausades, 78 de les quals afusellades, milers empresonades i centenars desterrades. El procés judicial va ser portat per la Comissió Militar de Matances, presidida per Fulgencio Salas.

## La crisis dela Trata, o el proleg la conspiració de la Escalera
Cap a la quarta dècada del segle xix va fer crisi el problema de la trata, és a dir el tràfic d'esclaus, que Espanya s'havia obligat amb Anglaterra a suprimir a partir de 1820, però que s'anava tolerant, de manera encoberta, no no obstant un nou compromís, subscrit el 1835. L'oposició, cada cop més vigorosa, dels abolicionistes britànics i cubans, a aquest criminal trànsit, i els interessos en joc dels esclavistes de l'Illa, van produir derivacions socials, econòmiques i polítiques. Socials, perquè els esclaus, creixents en nombre, van conspirar i fins i tot van acudir a la rebel·lió, amb la qual cosa van arribar a constituir una altra vegada, com el 1804 i el 1812, motiu de greu preocupació per als pobladors blancs de l'Illa. Econòmiques, perquè només estaven afectats els interessos dels traficants d'esclaus i dels hisendats cubans, sinó també els dels amos de cafetars, ramaders i línies de ferrocarril. Políticas, perquè les autoritats espanyoles van implicar en el moviment subversiu els cubans blancs anti-esclavistes i els negres lliures, acabalats o de talent, i els negrers, per la seva banda, van abrigar la idea d'incorporar Cuba als Estats Units si Espanya es doblegava, finalment, davant els anglesos i efectivament suprimia l'odiós comerç d'esclaus.

## Turnbull i les seves activitats abolicionistes a Cuba

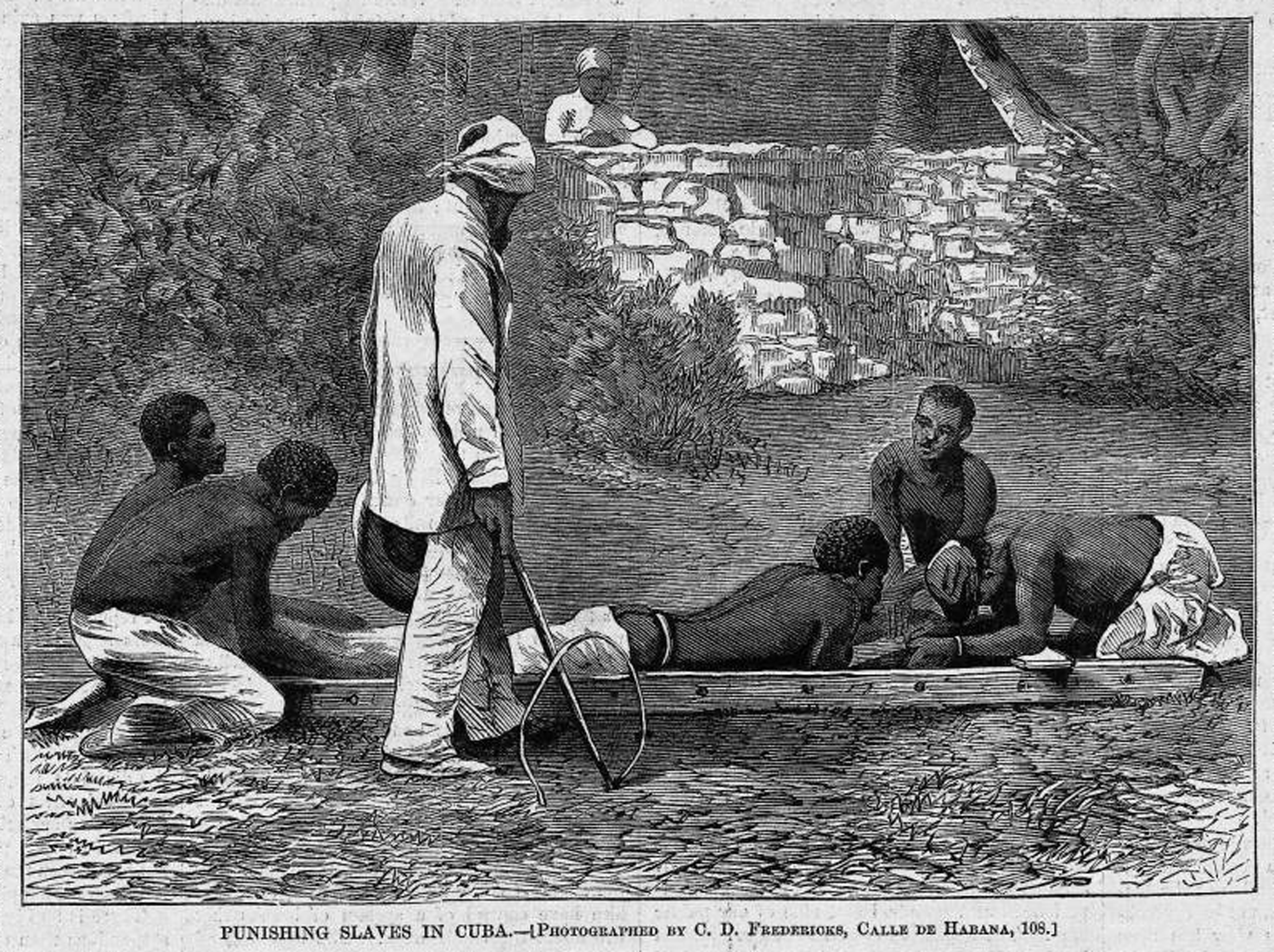
Il·lustració de l'Harper's Weekly (1868). Robert Paquette identifica aquesta imatge amb l'escala a què els esclaus sospitosos eren lligats per altres negres, abans de ser interrogats pel seu amo amb un fuet.

En aquella època ocupava el Ministeri de Relacions Exteriors d'Anglaterra Henry John Temple (conegut com, Lord Palmerston), qui, impulsat pels filantrops anglesos, i tenaç, com era, en els assumptes que emprenia, es va proposar perseguir severament el trànsit negrer i obligar Espanya a posar en llibertat tots els esclaus introduïts a Cuba amb posteritat el 1820. Per tal d'assegurar el millor èxit dels seus plans, Palmerston va nomenar Cónsul General de la Gran Bretanya a l'Havana David Turnbull, abolicionista distingit, qui havia visitat les Antilles, fins i tot Cuba, i estudiant les condicions dels esclaus en les mateixes, fruit de la qual va ser una obra Travels in the West, Cuba; with notices of Porto Rico and the slave trade, és a dir <<Viatge a l'Occident, Cuba, amb notícies de Puerto Rico i de la trata>>, en què es fustigava virilment a l'esclavitud.
L'arribament de Turnbull a l'Havana, el novembre de 1840, va produir una gran alarma entre els traficants i els amos d'esclaus, que classificaven aquell d'abolicionista del tipus del frare Las Casas. Turnbull, en efecte, a penes va arribar, va començar a desplegar una doble activitat: a) tocant a les introduccions clandestines d'esclaus, b) en la investigació dels que, per haver estat portats a l'Illa amb posterioritat als tractats anglo-hispans, eren de dret lliures. Pel que fa al primer extrem, Turnbull es va posar en contacte amb diversos anti-esclavistes significats, com Domingo Delmonte, i tan bon punt es va possessionar el nou capità general, Jerónimo Valdés, li va dirigir un enèrgic escrit. Pel que fa al segon punt, va realitzar personalment el cònsol anglès les perquisicions necessàries, i en una ocasió es va traslladar a Cárdenas (província de Matanzas), on va interrogar minuciosament diversos negres que prestaven serveis en un nou hotel, per haver tingut notícies que havien vingut de Jamaica, després de 1820, i havien estat reduïts aquí a l'esclavatge.

La reacció dels esclavistes no es va fer esperar, i dos súbdits britànics van ser acusats: l'un, maquinista del ferrocarril de Güines, d'haver causat intencionadament un xoc de trens; l'altre, dedicat als negocis de Camagüey, d'haver proferit, durant un dinar a Vertientes (província de Camagüey), conceptes ofensius per a les autoritats espanyoles. Turnbull no es va desanimar per això, i sense deixar d'interessar-se pels seus compatriotes en desgràcia, va continuar la seva labor contrària a la tracta i per l'emancipació dels negres mantinguts il·legalment a l'esclavitud. El governador Valdés, al principi, va atendre el diplomàtic anglès, quant a la tracta, i fins i tot va arribar a dictar un bàndol, pel qual es donava als traficants d'esclaus, un termini de sis mesos per liquidar els seus operacions. No estava d'acord, però, el Capità General amb la llibertat dels nombrosos negres introduïts després del 1820, ja que estimava que aquesta mesura redundaría en perjudici d'Espanya, bé perquè els propietaris afectats busquessin protecció als seus interessos en l'annexió als Estats Units, bé perquè els altres esclaus, considerant-se lliures també, s'insurreccionessin. Per això, Valdés, sense ser esclavista, va acabar per col·locar-se obertament al grup dels enemics de Turnbull. A aquest efecte, el bàndol abolicionista no va fer efectiu en transcórrer el termini, i es va queixar una vegada i una altra al govern espanyol contra les activitats del cònsol anglès.
| « | <"En carta separada --escrivia Valdés al ministre d'Estat espanyol-- dono coneixement a V.E. de diversos articles dels diaris de Jamaica, on sense disfressa i intentant fer servir la força, es parla de la llibertat dels negres d'aquesta Illa de Cuba: i com aquestes idees, a què està íntimament unit Turnbull, són les que ell desitja propagar aquí, és dolorós i altament sensible estar abrigant i donant hospitalitat al corifeu i promotor del sistema de la nostra ruïna. Conegut l'afany amb què es tracta d'alterar la tranquil·litat d'aquesta Illa, produint la insubordinació dels negres, és Turnbull entre tots els agents el més temible i perjudicial...> | » |

El govern espanyol, però, es va abstenir d'actuar contra l'enviat britànic, i per contra, pressionat pel gabinet anglès, va arribar a ordenar al Capità General de Cuba la llibertat dels esclaus introduïts a la mateixa després de 1820. Més tard, però, reemplaçat a Anglaterra el fogós Lord Palmerston pel conciliador George Hamilton-Gordon (conegut com Lord Aberdeen), es va procedir al relleu de Turnbull, que va haver d'anar-se'n de Cuba, però va tornar gairebé de seguida, seguint-li el rastre a uns negres anglesos capturats per contrabandistes i internats a la regió oriental. Detingut el tenaç abolicionista pel comandant d'armes de Gibara, va ser traslladat a l'Havana, conduint-se al castell de la Força, on va estar pres una hores fins que finalment se'l va expulsar de l'Illa, aquesta vegada de manera definitiva.

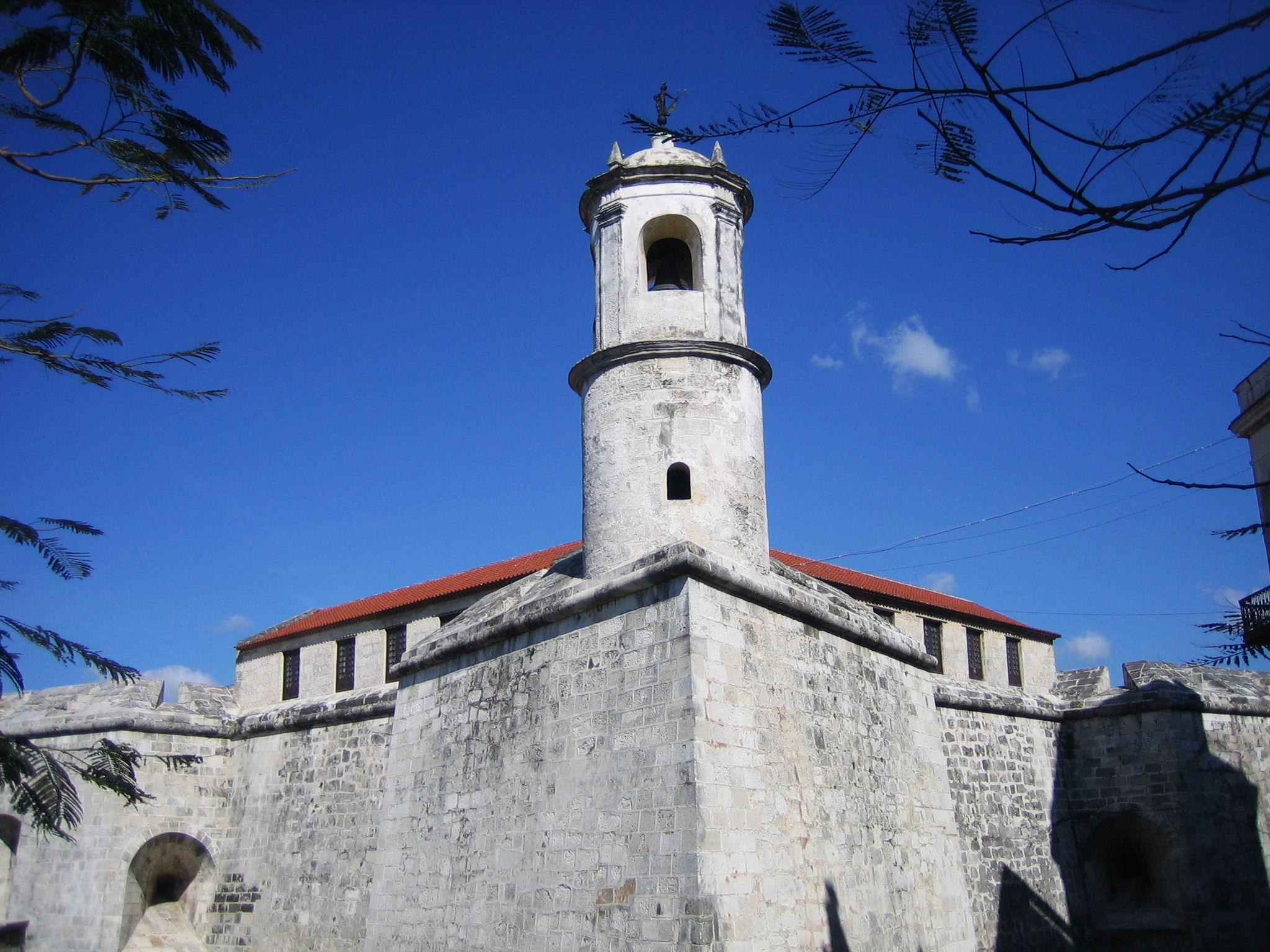
Castell de la Fuerza on fou internat unes hores Turnbull, abans de la seva expulsió de l'Illa

Les activitats antiesclavistes de l'ex cònsol havien determinat notable agitació en contra de l'odiosa esclavitud i un incident en què es va posar en relleu de nou l'elevada talla moral de José de la Luz Caballero, en fer-se aquest que es revoqués un acord de la Societat Econòmica, en què se separava aquell com a membre corresponsal, no perquè s'hagués fet indigne de tal honor, sinó perquè era abolicionista i això desagradava el governador Valdés.

## El cens de 1841: notable increment registrat de la població esclava
Per altra banda, les prevencions de Lord Palmerston i de Mr. Turnbull contra la tracta clandestina estaven justificades, ja que a Cuba hi havia un notable increment de la població esclava, com a conseqüència de la introducció clandestina d'africans, malgrat els compromisos subscrits amb els anglesos. En efecte, estudiant el cens aixecat pel governador Valdés, en un dels anys en què actuava Turnbull (1841), s'observa que els barons esclaus havien augmentat a 281.250 i les femelles del mateix estat social, a 155,245, fet que fa un total de 436.495, contra 152.838 negres lliures i 396.291 blancs, d'un i altre sexe. Tot això, sense comptar que molts hisendats deixaven de registrar part dels seus esclaus, per no haver de confessar que s'havien adquirit il·lícitament.
Els esclaus van augmentar encara més, de 1841 a 1843, ja que la correspondència creuada a l'època refereix la sortida de vaixells negrers per a l'Àfrica i la venda, a Cuba, a bon preu, de tot el carregament portat. Tan era així, que en una carta confidencial escrita a finals de l'any darrerament esmentat, es calcula en no menys de 900.000 els esclaus existents a l'Illa, i en uns 400.000, els lliures de color. Encara que aquestes xifres indubtablement exagerades, només cal assenyalar el fet que sumats els esclaus i els negres lliures, segons el cens de 1841, donen un gran total de prop de 600.000, contra una quantitat de blancs no superior a 450.000.

## Terror basat en la possibilitat d'una revolta general de negres: l'anomenada Conspiració de la Escalera

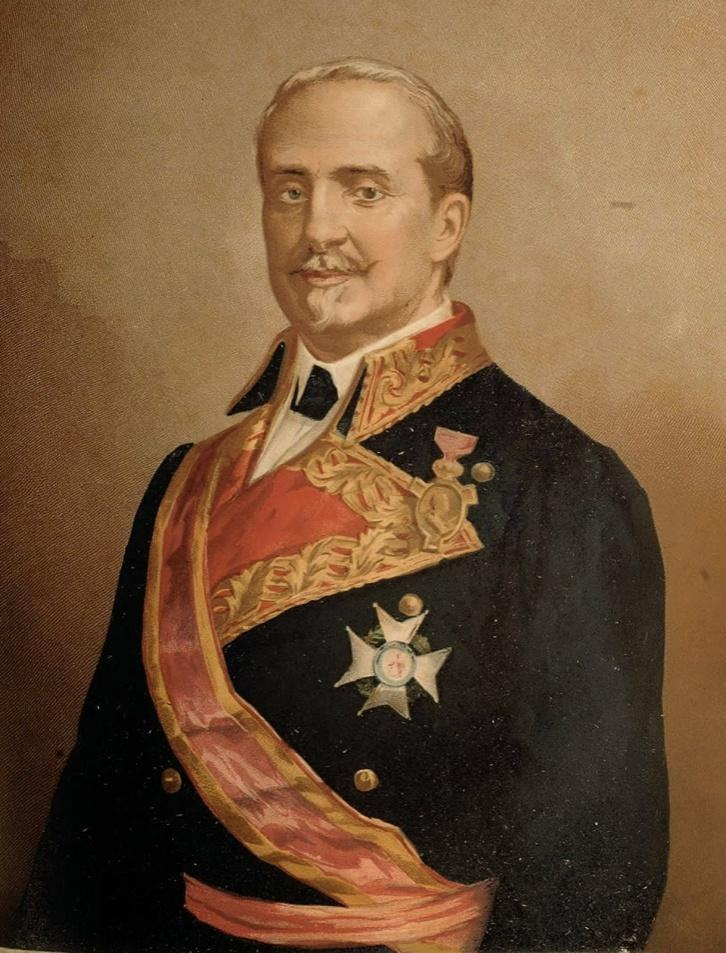
El general Leopoldo O'Donnell

El gran augment de la població de color, unit a la prèdica de la igualtat social i al ressentiment que causaven als esclaus els abusos dels seus amos, expliquen el terror basat en la possibilitat d'una revolta general d'esclaus i, com a seqüela, els excessos comesos durant el procés de la Conspiración de la Escalera, sorgida el 1844 i anomenada així per un dels cruels mitjans emprats: el d'amarrar a una escala i assotar amb el fuet els esclaus acusats, fins a obtenir que aquests confessessin o delatessin les persones que es volia comprometre.
Era llavors capità general de Cuba el general Leopoldo O'Donnell, que ocupava el càrrec des d'octubre de 1843, en què havia reemplaçat el substitut interí Jerónimo Valdés. El nou mandatari de l'Illa era un jove autoritari i poc escrupolós, que, tot just possessionat del comandament, estava desitjós d'imposar un càstig exemplar, ja que la població cubana estava esglaiada d'espant, davant la sublevació en massa, ocorreguda a principis de novembre, dels esclaus de l'enginy Triunvirato, els quals havien assaltat altres finques sucreres, donant mort a diverses persones blanques --entre elles, dues dones i un nen-- i cremat alguns bohíos (cabanes), abans de ser continguts per un piquet de cavalleria, sortit, de pressa, de Matanzas.
En els primers dies de desembre de 1843, Esteban d'Oviedo, propietari d'un altre enginy de la zona matancera i amo tristament famós <per les seves crueltats i horrorosa tirania>, va comunicar a les autoritats la revelació que li havia fet una de les seves esclaves de l'existència d'una extensa conspiració, que havia d'esclatar el primer dia de Pasqua de Nadal. O'Donnell va disposar que s'ocupessin militarment les finques del partit de Sabanilla i que es formés consell de guerra a quaranta-un esclaus que apareixien com a capitosts i altres cent, que se suposava partidaris. Quinze dels compromesos van ser executats. Als restants se'ls va condemnar a presó i a patir assots, a les seves finques respectives.
Com O'Donnell va estimar que la conspiració de l'enginy d'Oviedo no era un fet aïllat, i malgrat les indagacions que al voltant d'aquella es van fer no donaven peu als temors del Capità General, aquest va ordenar al fiscal que continués les investigacions i va comissionar a Oviedo i al tinent general de milícies de Matanzas perquè, extra-judicialment, esbrinessin el necessari per tal de trobar el veritable origen dels freqüents conats que s'estaven registrant al camp i que havien afectat els enginys Triunvirat, Acana, Concepción, San Lorenzo, San Rafael, Trinidad i Santa Rosa, aquest darrer propietat de la família Aldama.
Transcorreguts uns dies, Oviedo va informar que un noi de color de 18 anys havia obtingut noves confidències sobre la conspiració; un altre hisendat amo de l'enginy La Andrea, i un tercer propietari del Merceditas, van afegir haver descobert conspiracions en els seus respectius enginys. A les citades no van trigar a seguir les denúncies d'altres hisendats, i llavors el pànic es va fer general. En tal situació els ànims, Anastasio Carrillo, propietari de l'enginy Toro, va escriure al tinent governador de Matanzas en sol·licitud que s'autoritzés els propietaris d'esclaus perquè ells mateixos esbrinessin dels seus serfs, valent-se dels mitjans de correcció necessaris, el pla de la conspiració el descobriment del qual es perseguia. El mateix Capità General participava en la conveniència d'emprar els procediments que proposava Carrillo, ja que en comunicació al President de la Comissió Militar Executiva i Permanent li deia que quan es tractava de la seguretat del país i d'un delicte d'Estat, quins mitjans eren legals i permesos si per endavant existia una convicció moral que han de produir el resultat que es desitjava i era exigit pel bé general. Aquests criteris van ser, doncs, els que van presidir les investigacions en els enginys, així com la instrucció de la causa de la Conspiración de la Escalera.
| « | <En la població regna un descontentament general no tan sols per l'estat d'insubordinació en què estan els negres quant per les mesures arbitràries i taconils del nostre general O'Donnell. Aquest excel·lentíssim senyor per res i com cap ha empresonat i relegat alguns individus que bé són de poca o cap representació en la societat no per això se'ls havia de despatxar sense sumari o causa...Els espies inunden els paratges públics i tots tremolen a la idea de ser separats del si de les seves famílies, bé llançats a una masmorra, bé bandejats a la mare pàtria... Els presons desborden de negres lliures tant en Matanzas com aquí i no ha quedat des d'allà fins a Macuriges un sol negre lliure contra qui no hagin declarat les negrades de les finques...>. (Carta de Miguel d'Aldama, a Domingo Delmonte, de 10 de març de 1844). | » |

A Matanzas van ser complicats, en efecte, alguns homes de color lliures, dels quals els fiscals pensaven obtenir diners, doncs els honoraris d'aquests es carregaven les víctimes. Entre els principals encausats hi havia el marró Andrés Dodge, nascut a les Bahames i que s'havia graduat de Cirurgia Dental a Londres, <home seriós, culte, cavallerós en el seu tracte, elegant en la seva indumentària i net en el seu treball i en la seva conducta>, per tot això tenia clientela distingida. Tot i les magnífiques qualitats i el prestigi social que gaudia, Dodge va ser afanyat i assotat amb tanta crueltat que poc va faltar perquè deixés la seva vida al turment. Se l'acusava de ser agent a Matanzas de Blakely, un altre dentista, establert a l'Havana, i qui, després de detingut, va comprar la seva llibertat, encara que més tard va ser tornat a capturar. En el cas de Dodge la injustícia s'explica per la seva condició d'home de certa posició econòmica i pels honoraris que s'havia assignat el fiscal ($14.000), per cobrar els quals va intentar embargar els béns d'aquell, que finalment va ser afusellat.

## Implicació d'altres reformistes en el procés

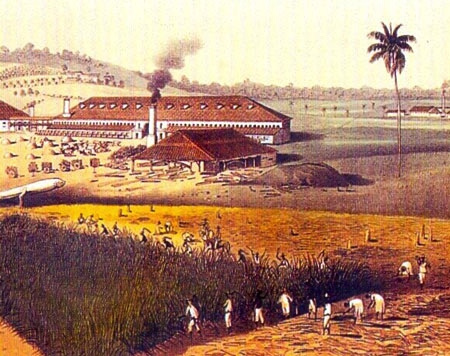
Ingenio sucrér a Cuba

No tan sols moltes persones de color lliures i esclaves foren envoltades en la conspiració; també alguns blancs, d'un ben guanyat prestigi, i entre ells José de la Luz y Caballero, Domingo Delmonte y Afonte, Manuel Martínez Serrano, Benigno Gener, Félix Tanco, Pedro José Guiteras Font i d'altres, a tots els quals se'ls implicà perquè se sabía que eren amics del ex cónsul Turnbull o perquè, ja de paraula, ja per escrit, havíen combatut la trata i abogat per reformes en el regim colonial.
A mitjan 1844, quan es produeixen els tristos successos de l'Escala i ja havia estat afusellat Plácido, va arribar a l'Havana Luz Caballero, des de París, on havia anat a la recerca de salut. Cartes amigues li havien fet saber que se l'acusava estar en connivència amb els esclaus complicats, i que el fiscal de la causa ho citava perquè declarés. Les acusacions, als ulls dels maliciosos, apareixien corroborades per la condemnació que de l'esclavitud havia fet sempre el gran cubà i per la defensa enèrgica que del cònsol Turnbull fes a la Societat Econòmica, incident a què ja ens hem referit.

No era Luz Caballero home que anteposés la seva seguretat personal al seu prestigi, i encara que no ignorava que la substanciació de la causa s'estava duent a terme per mitjans irregulars i tortuosos, va prendre la arriscada decisió de tornar a Cuba.
| « | <"Però digna del seu intrèpid cor --diu Enrique Piñeyro--, ja que sabia massa que el règim polític de la colònia no brindava garanties d'equitat, perquè la causa s'instruïa conforme als preceptes durs i inquisitorials de la llei militar, i perquè governava a l'Illa, en aquesta data més despòticament que cap, el general Leopoldo O'Donnell..."< | » |

Luz Caballero va arribar a l'Havana tan malalt que del moll va haver de dirigir-se a casa seva i recloure's al llit. Des d'ella, vuit dies més tard, escrivia al capità general:
| « | <"Oblidant-me de la meva salut i fins i tot de la meva vida, vaig venir arrossegant els perills de la navegació i fins i tot del possible triomf d'una calúmnia, almenys per tenir la noble satisfacció de confondre-la, encara que ella finalment aconseguís sacrificar-me, que una cosa és sacrificar la persona d'un home i una altra destruir la reputació que pugui haver adquirit en el concepte públic..."> | » |

Al mal estat de la seva salut degué Luz no ser conduït a la presó, però va quedar temporalment arrestat a les seves habitacions. El 26 de setembre, el fiscal, Pedro Salazar, li formulava cinquanta-tres preguntes, a les quals va contestar Luz i Caballero amb fermesa i energia. Luz va negar de manera rotunda els càrrecs que se li formulaven va defensar calorosament els altres implicats i va intentar portar a l'ànim del fiscal l'absurditat del pla de conspiració en què es deia participaven els blancs.
L'humanista Domingo Delmonte, un altre dels il·lustres acusats, també estava, com Luz i Caballero, a París, quan va saber, per cartes de Pepe Alfonso, Miguel Aldama i altres amics i familiars, la seva implicació en la famosa causa. Delmonte va pensar a tornar, doncs havia quedat vidu i volia consagrar-se a l'educació dels seus fills a Guanabacoa, però se li va aconsellar que no ho fes, ja que se li estimava el veritable cap de la conspiració i no s'oblidaven les seves idees abolicionistes i els seus estretes relacions d'amistat amb Turnbull i amb un altre antiesclavista no menys distingit, Richard Madden, comissionat anglès davant del tribunal mixt del tràfic. Delmonte va fer, doncs, els seus descàrrecs des de les columnes del diari parisenc Globe i, més tard, escriu una carta a O'Donnell, en què li deia que havia tingut per un greu mal l'esclavitud al seu país (Cuba), però que mai havia abrigat plans violents ni entrat en tractes ni comunicacions íntimes amb gent menuda per a propòsits subversius de cap classe.

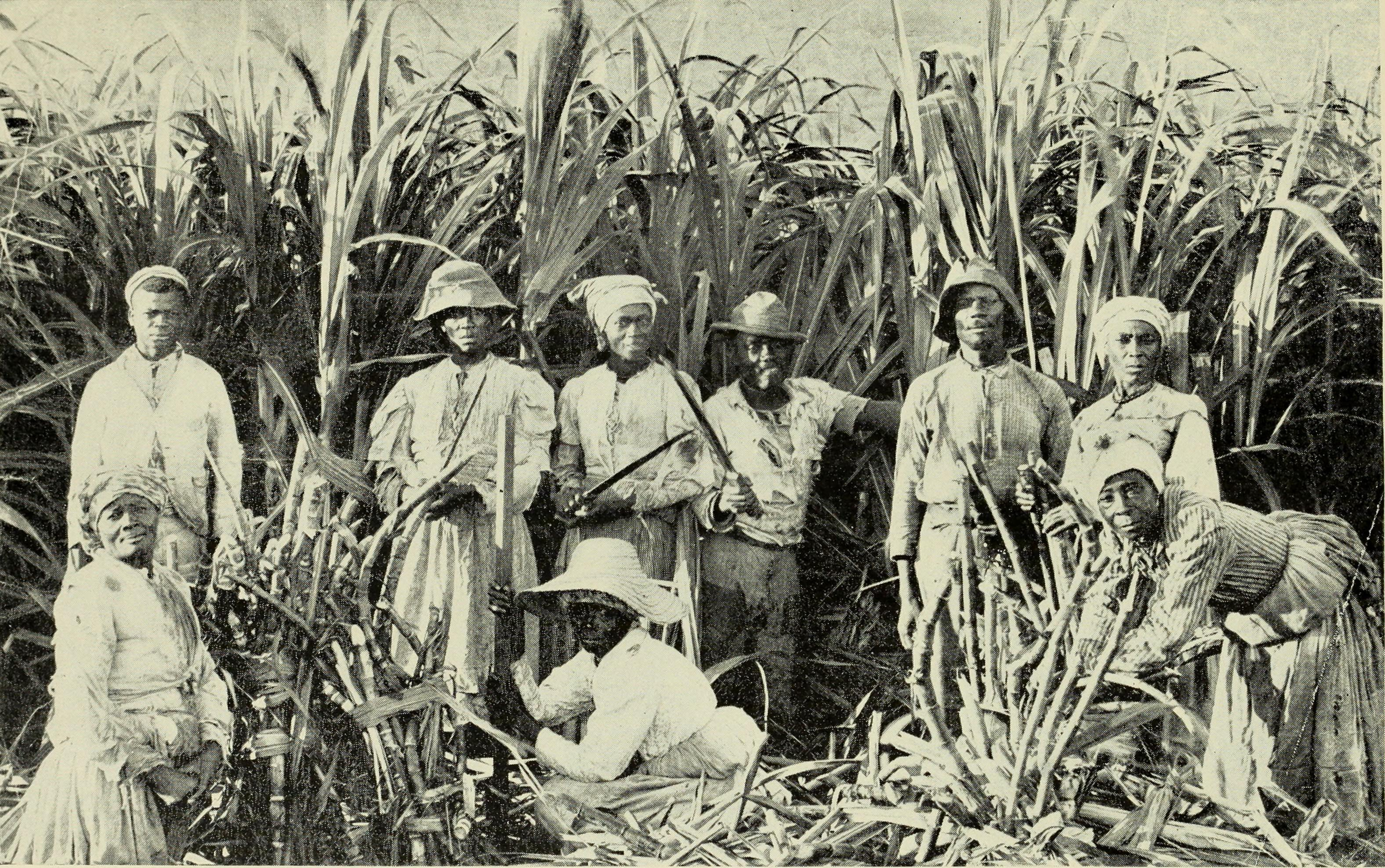
Treballadors negres en una plantació de canya de sucre. Cuba, 1899

Manuel Martinez Serrano i Félix Tanco, enemics reconeguts de la trata, van tenir pitxò sort que Luz i Caballero i Domingo Delmonte, doncs van passar algun temps a la presó. A Benigno Gener, per la seva banda, se'l va capturar tan aviat com va desembarcar del vapor on tornava d'Europa i se'l va conduir al castell del Morro. Pedro Guiteras, que es va presentar davant les autoritats després del seu retorn, va ser destinat a la mateixa cel·la que Gener, fins que se'l va posar en llibertat sota fiança. Finalment Santiago Bombalier i Telesforo Torrea, molt apreciats pels intel·lectuals cubans, van romandre fins al final del procés, al castell de la Punta.
Luz i Caballero considerava, com ja s'ha indicat, una farsa la conspiració, sobretot pel que fa a ell, Domingo Delmonte i els altres reformistes implicats. Per això, en el moment del judici no va concórrer i li va fer dir al seu advocat que lliurava la seva defensa en el mèrit de les actuacions i en la justificació del tribunal. Els altres acusats, excepte Delmonte, Guiteras i Benigno Gener, van acumular, alhora, càrrecs contra el fiscal Salazar, a qui les mateixes autoritats espanyoles havien hagut de suspendre i posar pres, perquè, en absència temporal d'O'Donnell, el recte governador interí Vicente Castro va comprovar les seves atrocitats, entre les quals hi havia haver volgut obligar a l'esclau Miguel Flores a penjar-se, per haver-se negat aquest a ratificar la denúncia que, per extorsió, havia prestat abans contra Luz Caballero.

En junta celebrada pel Capità General O'Donnell amb el President de la Comissió Militar, els fiscals i els defensors, es va encomanar declarar lliures de culpa i pena a tots els blancs inclosos a la causa. No obstant això, quan això es produïa, ja alguns presumptament complicats, tant blancs com de color, havien estat executats, i moltes més, condemnats a presidi o bandejats. A les esmentades víctimes cal afegir els que van morir durant la substanciació de la causa i molts esclaus que van fugir a les muntanyes i que es van suïcidar o van ser capturats o morts.
| « | <"Quant li hagin dit, quant es pot forjar la seva imaginació --escrivia, el març 4 de 1845, José Antonio Echevarría a Domingo Delmonte-- tot és poc, Domingo, i queda descolorit al costat de la espantosa realitat. ..Màrtirs en efecte han estat les víctimes perquè no n'hi ha hagut prou amb treure'ls la vida, ha calgut treure-les a força de assots i privacions, turmentant-los amb maneres inusitades...envilint-los amb delacions forçades de pares contra fills, de fill contra els seus pares i robant als seus familiars fins a l'últim pa..."> | » |

## Hi va haver, en realitat, una conspiració tan vasta, el 1843-1844?
L'afusellament de Plácido i altres, acusats de conspiradors, les crueltats comeses amb molts altres dels complicats, les il·legalitats que van caracteritzar la substanciació de la causa, l'acusació contra Luz y Caballero, Delmonte i altres, tots els fets en fi, que fan d'aquell moment històric un dels més ombrívols del passat cubà, adquireixen encara més gravetat i semblen més condemnables quan es recorda que la conspiració de 1844 va ser, per a molts una ficció.
Vidal Morales i Morales, un dels investigadors d'aquests successos, no estava convençut que hi hagués hagut conspiració de negres i mulats el 1844. Eusebio Guiteras i Font, contemporani dels successos, estimava que va existir la conspiració el 1844, però no a la amplitud en què es va pretendre. Manuel Villanova Fernández creia, com Guiteras, en una conspiració aïllada, que, com a únic objectiu, perseguia en lliurar-se de les crueltats de majorals i hisendats. Juan Manuel de Ximeno sosté que hi va haver dues conspiracions: una de negres i una altra de mulats; <aquella moguda per la venjança; aquesta, pel desig d'enlairar-se>. A la primera es trobava Miguel Flores, i a la segona, el poeta Plácido. Ximeno assigna també certa influència a les intrigues de Turnbull i assenyala que no ofereix cap dubte la participació dels blancs en els començaments de la conspiració.

## Resum
Resumint els criteris dels que, autoritzadament, van expressar les seves opinions sobre la ficció o realitat de la conspiració esmentada, s'arribà a la conclusió que hi va haver un projecte d'alçament, per a una data que la historiografia no ha pogut precisar, que la sublevació devia començar a l'enginy Trinidad, d'Oviedo, d'on es propagaria a les hisendes més properes, i que l'alçament responia en uns, al desig de millorament social i, en altres, al propòsit d'escapar dels abusos i crueltats d'amos i majorals, però res més.